# Freitag, der 13. (1944)
Freitag, der 13. ist ein deutsches Gruselfilmlustspiel aus dem Jahre 1944 von Erich Engels mit Fritz Kampers, Angelika Hauff und Albert Hehn in den Hauptrollen. Engels lieferte auch die gleichnamige Bühnenstückvorlage.

## Handlung
Herr Rapp plant ein sehr gutes Geschäft, das sich für ihn auszahlen soll. Vor Jahren hatte der Schlossbesitzer sein Anwesen für läppische 100.000 Reichsmark erworben, und nun steht er kurz vor einem Geschäftsabschluss mit dem alten Herrn Haldenwang. Der ist bereit, ihm 300.000 Mark für das sehr ruhig gelegene Schloss Rauhenegg hinzublättern. Während der Geschäftsabschluss gerade unterzeichnet werden soll, erscheinen zwei Journalisten namens Thomas Färber und Frank Fux, die vorgeben, über dieses Schloss berichten zu wollen. Dann tritt auch noch ein angeblicher Kunstliebhaber, der Ingenieur Axel Westhaus, hinzu, der vorgibt, etwas über eine hier auf dem Kaminsims aufgestellte antike Uhr in Erfahrung bringen zu wollen. Hausdame Vilma Reckennagel weist den drei Gästen ihre Zimmer für die kommende Nacht zu. Ehe man schlafen geht, werden noch alte Schauergeschichten zum Besten gegeben, etwa über die „schwarze Frau“, die des Nächtens im Schloss umgehen und spuken soll. Auch wird von einem „Grauen Salon“ gesprochen, einem Zimmer, das Schlossherr Rapp verschlossen hält. Die Mär geht, dass sich dort schreckliche Morde abgespielt haben sollen und dass die Leichen bis zum heutigen Tag nie aufgefunden wurden.
Frank Fux beschließt daraufhin todesmutig, die kommende Nacht im „Grauen Salon“ zu verbringen. Anscheinend ist auch er ein Opfer einer unheimlichen Begebenheit geworden, denn am nächsten Morgen ist Fux spurlos verschwunden. Man findet lediglich sein Feuerzeug im Burggraben. Für den furchtsamen alten Herrn Haldenwang ist dies definitiv zu viel der Gruselei, und er verlässt die Wasserburg fluchtartig, ohne den Kaufvertrag unterschrieben zu haben. Der nächste Mutige, der sich in der darauf folgenden Nacht im „Grauen Salon“ einschließen lässt, ist Fuxens Kollege Färber. Doch auch er ist am Morgen danach wie vom Erdboden verschluckt, lediglich ein Blutfleck im Zimmer zeugt davon, dass auch er möglicherweise einem gar schrecklichen Verbrechen zum Opfer gefallen sein könnte. Axel Westhaus glaubt nicht an den ganzen Spukzauber und beschließt, auf eigene Faust der Angelegenheit auf den Grund zu gehen. Tatsächlich stößt er auf einen geheimen Raum, der nur vom „Grauen Salon“ her zugänglich ist. Dort halten sich Fux und Gräber versteckt – quicklebendig und putzmunter.
Die gruseligen Ereignisse der letzten Zeit wirken sich äußerst preismindernd aus, sodass Herr Rapp sich gezwungen sieht, sein prachtvolles Anwesen für lediglich 100.000 Mark an einen Makler abzugeben. So kommt er wenigstens ohne Verlust aus der Sache heraus. Am darauf folgenden Freitag, den 13., einem Tag, vor dem Rapp Bammel hat, klärt sich der ganze Spuk auf. Es handelte sich lediglich um einen großen Budenzauber, den Axel Westhaus veranstaltet hat. Der heißt eigentlich Baron von Gollwitz und ist der Sohn des Vorbesitzers von Schloss Rauhenegg. Der alte Gollwitz wurde einst beim Kauf von Rapp geprellt, in dem dieser die Schauergeschichte vom „Grauen Salon“ erfunden und wirkungsvoll in Szene gesetzt hatte, um die Burg für einen Appel und ein Ei erwerben zu können. Axel hatte sich mit dem Makler zusammengetan und die beiden Journalisten als seine Mitstreiter angeheuert, um nun seinerseits Rapp ein Schnippchen zu schlagen. Und so wurde der Burgherr Rapp beim Schlossverkauf mit seinen eigenen Mitteln geschlagen. Überdies muss er noch seine Stieftochter Irene zähneknirschend Baron Axel zur Frau geben, denn die beiden haben sich während der Ereignisse der letzten Tage ineinander verliebt. Es stellt sich auch heraus, dass die angebliche Hausdame Vilma Reckennagel schon seit einiger Zeit Rapps neue Ehefrau ist.

## Produktionsnotizen
Freitag, der 13. entstand ab dem 24. Januar bis Ende Mai 1944 mit Außenaufnahmen in Südwestdeutschland. Der Film passierte die Zensur am 18. Dezember 1944 und war für die Uraufführung noch vor Kriegsende freigegeben. Dazu kam er aber nicht, und die Premiere dieses filmischen Überläufers fand am 9. November 1949 in Wiesbaden statt. In Berlin lief die Komödie drei Monate später an.
Herstellungsgruppenleiter Eduard Kubat übernahm auch die Produktionsleitung, Herbert Sennewald die Aufnahmeleitung. Die Filmbauten schuf Artur Günther, für den Ton sorgte Bruno Suckau.

## Kritik
Im Filmdienst heißt es knapp: „Kleine Grusel- und Kriminalfilmkomödie.“